# Metaphor: ReFantazio
Metaphor: ReFantazio ist ein von Studio Zero entwickeltes Computer-Rollenspiel des japanischen Spieleentwicklers Atlus. Es erschien am 11. Oktober 2024 für die Spielkonsolen Xbox Series, PlayStation 5 und PlayStation 4 sowie für Computer mit dem Betriebssystem Microsoft Windows. Es ist das erste Spiel von Studio Zero nach Gründung der Firma im Jahr 2016.

## Handlung
Nach der Ermordung seines Königs Hythlodaeus V. ist das Königreich Euchronia in Aufruhr. Jahre zuvor führte die versuchte Ermordung des Prinzen dazu, dass dieser in einen längeren Schlaf geriet. Jetzt, wo das Königshaus keinen Nachfolger hat, strebt der Attentäter des Königs, Louis, nach der Macht. Doch es gibt einen Haken: Der König hatte bereits Vorkehrungen getroffen und einen Zauber gewirkt, nach dem nur derjenige den Thron besteigen darf, der auch die Gunst der Bevölkerung erlangt. Letztere besteht aus verschiedenen Stämmen unterschiedlicher humanoider Rassen wie der martialischen Roussainte (die vom Aussehen typische Elfenohren haben) oder den behornten Clemar, zu denen auch der König und Louis gehören. Nur dem Kandidaten, dem es gelingt, alle diese unterschiedlichen Stämme zu vereinen, ist es erlaubt, König zu werden. Aus diesem Grund veranstaltet die Kirche des Sanktismus, die seit dem Verschwinden des Prinzen zunehmend Einfluss gewonnen hat, einen Wettbewerb, bei dem die Kandidaten das Land durchqueren und verschiedene Prüfungen ablegen sollen.
Der Protagonist, ein verwaister Junge des magischen Elda-Stammes und der Jugendfreund des Prinzen, nimmt sich der Aufgabe an, um Unterstützung von seinem Volk zu gewinnen, während er um die Thronbesteigung an der Stelle des Prinzen wetteifert. Seine eigentliche Mission ist es jedoch, den Fluch, der auf dem Prinzen liegt, aufzuheben. Da Louis und alle anderen Kandidaten von der Königsmagie geschützt werden, müssen der Protagonist und die Fee Gallica, zusammen mit seinen neuen Kameraden Strohl, ein adliger Clemante, und Hulkenberg, eine Roussainte und ehemalige Königswache, den Wettbewerb mitmachen, um Louis näherzukommen.
Während der Reise schließen sich weitere Mitstreiter dem Protagonisten und seinem Team an, wie Heismay, ein Mitglied des fledermausähnlichen Eugief-Stammes, und Junah, ein Mitglied der Nidia und Anhängerin Louis, die sich jedoch als Doppelagentin entpuppt. Des Weiteren treffen sie auf Eupha, einer Priesterin des Mustari-Stammes, und werden auch von Basilio und Fidelio begleitet, zwei Handlangern Louis’, die aber die Seiten wechseln. Zwischendurch treffen sie immer wieder auf monströse Homunculi, Menschen genannt, die stets die Bevölkerung bedrohen.
Im Verlauf ihrer Reise und beim Kampf gegen Louis erlangen die Figuren auch überraschende Kenntnisse über die Herkunft der Stämme und der Menschen. Auch der Fantasyroman, den der Protagonist im Verlauf der Geschichte liest, spielt eine immer bedeutendere Rolle. In diesem wird eine Utopie beschrieben, in der alle Stämme gleich sind und in einer Welt leben, die unserer realen, magiefreien Welt nachempfunden zu sein scheint. More, der unter Amnesie leidende Autor des Romans, der an einem Ort names "Academia" gefangen ist, den nur der Protagonist besuchen kann, unterstützt diesen, indem er ihn lehrt, die Kraft sogenannter "Archetypen" zu nutzen, die nur in bestimmten Personen erwacht.
Schließlich gelingt es dem Kandidaten und seinen neu gewonnenen Anhängern, Louis zu einem Duell zu stellen, in dem es nicht nur um den Anspruch auf den Thron, sondern um die Zukunft des ganzen Volkes geht.

## Spielprinzip
Metaphor: ReFantazio enthält mehrere Gameplay-Systeme, die zuvor in früheren Atlus-Rollenspielen verwendet wurden. Außerdem enthält es ein Hybridsystem, aus traditionellen rundenbasierten Schlachten bei initiierten Begegnungen oder Bosskämpfen und Echtzeit-Action-Kämpfen im Feld und in den Dungeons. Das Spiel enthält auch einige der sozialen Simulationselemente, die vor allem in der Persona-Serie verwendet wurden, darunter zeitkritische Aktivitäten, die nach einem Tageskalender strukturiert sind, und das „Follower“-System, bei dem der Spieler Bindungen zu den Einheimischen in jeder Region um Euchronia knüpft.

## Rezeption
Metaphor: ReFantazio erhielt „im Allgemeinen positive bis sehr positive Bewertungen“ und die PlayStation-5-Version erreichte einen überdurchschnittlichen Metascore von 94 aus 100 Punkten auf Grundlage von 56 Rezensionen. Die Xbox Series X sowie die PC Versionen erhielten jeweils einen Gesamtwert von 92 % bei 37 bzw. 39 Rezensionen. OpenCritic aggregierte aus 143 Bewertungen einen Gesamtwert von 92 aus 100, wobei 99 % das Spiel empfehlen.
GameSpot lobte Metaphor: ReFantazio besonders für seine Story, die besonders politische Themen anspricht und auch die aktuelle Zeit betont. Eurogamer lobte auch die Ernsthaftigkeit der Story, die sich mit Themen wie Rassismus oder Unterdrückung beschäftigt.
Neben der Story lobte IGN auch das Spielsystem, welches ähnlich zu Persona 5 ist, aber raffinierter umgesetzt.

### Verkaufszahlen
Metaphor: ReFantazio konnte sich bereits am ersten Verkaufstag über 1 Million Mal auf allen Plattformen verkaufen. Damit ist Metaphor: ReFantazio der am schnellsten verkaufte Atlus-Titel, der diese Marke erreicht hat.

### Auszeichnungen
Bei den Game Awards 2024 gewann das Spiel in drei Kategorien; bestes Rollenspiel, beste Erzählung und beste künstlerische Gestaltung.
Damit konnte Metaphor: ReFantazio, nach Astro Bot, die meisten Preise gewinnen.
Metaphor: ReFantazio gewann außerdem den Preis für Gamespots Spiel des Jahres.
Das Spiel gewann auch den Preis für IGNs Spiel des Jahres.